# Дрил
Дрил (лат. Mandrillus leucophaeus) — вид приматов из семейства мартышковых (Cercopithecidae). Вместе с мандрилом составляет род мандрилов (Mandrillus).

## Описание
Дрил внешне очень напоминает мандрила, но у него менее яркая окраска лица. Безволосое лицо дрила чёрного цвета с удлинённой передней частью и костными бороздами, расположенными вдоль носа. Кроме того, оно окаймлено белыми волосами. Остальная шерсть окрашена в тёмно-коричневый или чёрный цвет, за исключением голого участка ягодиц, у которых красный или голубой цвет. Дрилы немного меньше мандрилов, достигая 60—75 см в длину и 20 кг веса. Самцы почти в два раза крупнее и тяжелее самок. Хвост очень короток — от 5 до 7 см.

## Образ жизни
Дрилы активны в дневное время и обитают в тропических лесах, не встречаясь вне прикрытия густой растительности. Живут главным образом на земле, передвигаясь на четырёх лапах. Лишь иногда самки с потомством взбираются на ветви деревьев, чтобы спастись от врагов. Дрилы живут в группах размером в 25 особей, состоящих из самца-предводителя, нескольких самок и их потомства. Иногда такие группы объединяются и образуют крупные группы до 200 или более животных. Для общения дрилы используют различные позы (как, например, демонстрацию своих ярких ягодиц), а также ряд различных криков, служащих установлению контакта с другими членами группы, предупреждению о приближении врага или собиранию группы самцом.

## Распространение
Дрилы обитают на юго-востоке Нигерии, в Камеруне и на принадлежащем Экваториальной Гвинее острове Биоко.

## Питание
Дрилы всеядны и ищут пищу почти исключительно на земле. К ней относятся фрукты, орехи, грибы, насекомые и время от времени небольшие позвоночные.

## Размножение
О размножении дрилов известно немного. Готовность к оплодотворению у самки демонстрируется с помощью изменения окраски участка вокруг ануса, который становится ярко-красным или синим. Длительность беременности составляет от 6 до 7 месяцев. Как у большинства мартышковых, за один раз рождается по одному детёнышу.

## Угрозы
Главными угрозами для дрилов являются охота и уничтожение тропических лесов для получения сельскохозяйственных земель. Последний фактор усугубляется тем фактом, что дрилы живут исключительно в густых тропических лесах и по отношению к человеку ведут себя крайне пугливо. Дрилы считаются самым редким африканским приматом, и их популяция в дикой природе оценивается всего в 3000 особей. В национальном парке Коруп в Камеруне для дрилов было создано безопасное убежище, однако их дальнейшее выживание как вида остаётся под вопросом.